# 보호

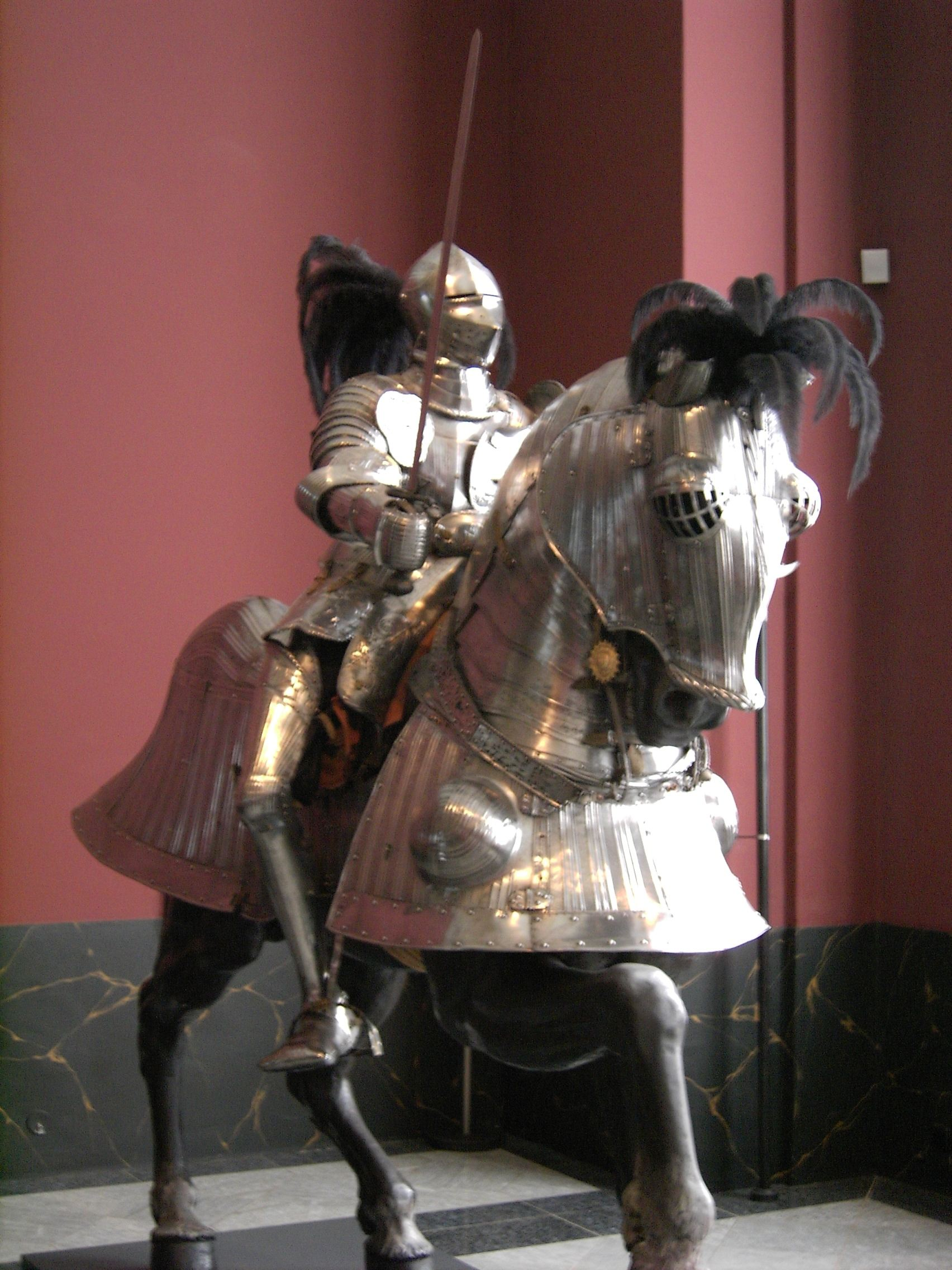
기사와 잠재적인 적으로부터 보호하기 위해 착용할 수 있도록 만들어진 갑옷이다.

보호(保護)는 바깥의 힘에 의해 발생하는 위험으로부터 물건을 보호하기 위한 수단이다. 보호는 생물을 포함한 물리적인 물체, 시스템, 그리고 무형의 대상에 제공이 가능하다.
일부 유형의 보호는 모든 생명체의 하나의 기질이며, 생명체는 적어도 자외선처럼 손해를 주는 환경 현상에 대항하기 위한 특정한 보호 체계로 진화하였다. 각화(角化)된 중층 편평 상피 세포나 지선 분비물 등이 이물질이나 내부로 미생물 따위가 침입하는 것을 막아주는 것도 보호 체계의 하나이다.

## 물리적 보호

### 물건 보호
- 방수
- 열 전도 저항
- 먼지 저항

### 사람 보호
- 경호원
- 외교적 보호
- 취재원 비닉권
- 개인 보호 장비
- 세이프 섹스
- 비호권

## 시스템 보호
- 객체 지향 프로그래밍에서의 인캡슐레이션
- 환경 보호
- 소비자보호
- 보호무역
- 권리 보호
- 지식 재산권 보호

## 같이 보기
- 안전
- 보안